# Juvigny-le-Tertre
Juvigny-le-Tertre è un comune francese di 628 abitanti situato nel dipartimento della Manica nella regione della Normandia.

## Società

### Evoluzione demografica
Abitanti censiti